# Marco Dominik Graf
Marco Dominik Graf (* 2. Dezember 1994 in Schaffhausen) ist ein Schweizer Regisseur, Filmproduzent, Sprecher und Kameramann, der sich hauptsächlich auf Dokumentarfilme mit Schwerpunkt Natur und Umwelt spezialisiert hat.

## Leben

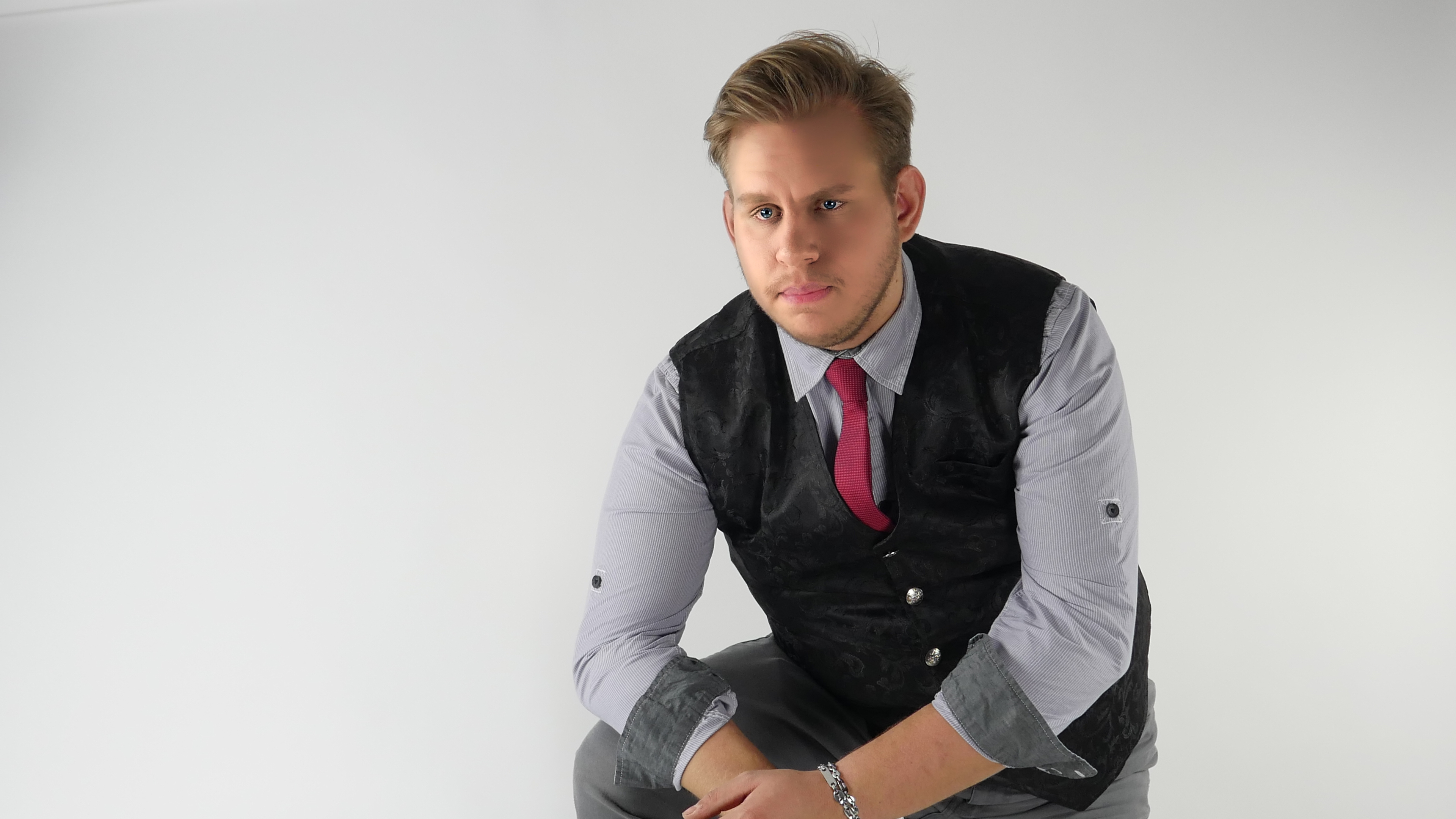
Marco Graf 2021

Marco Dominik Graf wurde als Einzelkind in Schaffhausen geboren. Er entdeckte in früher Kindheit seine Leidenschaft für das Filmemachen. Schon damals begeisterter Aquarianer, begann er mit seinem ersten Camcorder die Fortpflanzungsbiologie seiner Fische zu dokumentieren.
Nach einer abgeschlossenen Ausbildung zum Fleischfachmann arbeitete er zunächst einige Jahre in seinem Lehrberuf. Noch während dieser Zeit gelang dem damals 24-jährigen Graf 2018 sein offizielles Debüt mit seinem ersten Film in Spielfilmlänge Der Hochrhein, der zwar noch nicht die Professionalität der weiteren Dokumentarfilme erreichte, aber bereits mit Erfolg in einem kleineren Programmkino gezeigt wurde.
Daraufhin gründete er die Produktionsfirma Graf Media Productions GmbH. Sie fokussiert sich unter anderem mit Auftragsarbeiten im Bereich Multimedia sowie auf die Produktion von eigenen Dokumentarfilmen für Kino und Fernsehen. Graf leitet sie als Geschäftsführer.
Graf absolvierte zudem eine Schauspielausbildung in Zürich sowie eine Sprecherausbildung an der Speech Academy Schweiz.
Sein zweiter Dokumentarfilm, Feld, Acker, Wiese – Freiflächen der Nordschweiz, der 2021 veröffentlicht wurde, beschäftigt sich mit den Wechselwirkungen zwischen Mensch, Natur und Landwirtschaft in der Nordschweiz. Dabei wird die Bedeutung von Freiflächen für das ökologische Gleichgewicht und die Gesellschaft beleuchtet. Der Film war in der offiziellen Auswahl mehrerer Filmfestivals und Graf wurde für seinen Dokumentarfilm von der Gesellschaft für deutsche Sprache (GfdS) mit einer Lobenden Erwähnung geehrt.
Im Januar 2025 kam Grafs dritter Dokumentarfilm in die Kinos: Raindrop zeigt die Reise des Wassers von den Alpen bis in den Ozean. Bereits kurz nach der Veröffentlichung des Filmes erhielt Raindrop Nominierungen für verschiedenste Filmfestivals und wurde mehrfach ausgezeichnet.
Graf pflegt eine dokumentarische, aber doch oft philosophische Erzählweise, die häufig lokale Themen behandelt und einen Einblick in die Natur und die Ökologie der heimischen Umwelt bietet. Seine Filme wollen eindringliche Bildsprache mit einer narrativen Tiefe kombinieren, die das Publikum zum Nachdenken anregt.

## Filmografie
- 2018: Der Hochrhein (als Regisseur, Produzent, Kameramann, Cutter und Sprecher)
- 2021: Feld, Acker, Wiese – Freiflächen der Nordschweiz (als Regisseur, Produzent, Kameramann, Cutter und Sprecher).
- 2025: Raindrop (als Regisseur, Produzent, Kameramann, Cutter und Sprecher)

## Ehrungen und Auszeichnungen

### Feld, Acker, Wiese – Freiflächen der Nordschweiz
Official Selections
- NATOURALE 2022 (Wiesbaden)
- SIFF – Switzerland International Film Festival 2022
- Swiss International Film Festival 2022

Lobende Erwähnung durch die Gesellschaft für deutsche Sprache (GfdS) anlässlich von NATOURALE 2022

### Raindrop
Preise
- Best Documentary Long (American Golden Picture International Film Festival 2025)[10]
- Best Documentary Film (Bangkok Movie Awards 2025)[11]
- Best Feature Documentary (Berlin Film Awards 2025)[12]
- Best Documentary (Children's, Science, Nature & Wildlife Film Festival 2025 – India)[13]
- Best Environment and Climate, Feature (Mannheim Arts and Film Festival 2025)[14]
- Best Nature Film (NYIFA – New York International Film Awards 2025)[15]
- Best Natural Scenography (NYIFA – New York International Film Awards 2025)[16]
- Best Cinemaphotography (Sittannavasal International Film Festival 2025)[17]
- Best Documentary Feature Film (Sittannavasal International Film Festival 2025)[18]
- Honorable Mention (Italia Green Film Festival 2025 – Rom)
- Special Jury Award (Swiss International Film Festival 2025)

Official Selections
- American Golden Picture International Film Festival 2025
- Animalis Fabula Film Festival 2025
- Bangkok Movie Awards 2025
- Berlin Film Awards 2025
- Berlin Kiez Film Festival 2025
- Beyond Border International Film Festival 2025
- Cannes World Film Festival 2025
- Children's, Science, Nature & Wildlife Film Festival 2025 (India)
- Festival de Cine Amazonia del Plata 2025
- Frome International Climate Film Festival 2025
- Mannheim Arts and Film Festival 2026
- Nature Without Borders International Film Festival 2025
- New York International Film AwardsTM – NYIFA 2025
- Replay International Film Festival 2025
- Sittannavasal International Film Festival 2025
- Sobh International Media Festival 2025
- Stockholm City Film Festival 2025
- Sundarban International Film Festival 2025
- Swiss International Film Festival 2025
- Tokyo Lift-Off Film Festival 2025